# Piotr Godlewski (tłumacz)
Piotr Godlewski, ps. Paweł Heartman (ur. 1 stycznia 1929 w Warszawie, zm. 3 października 2010 w Warszawie) – polski tłumacz literatury czeskiej i słowackiej, współpracownik tzw. drugiego obiegu wydawniczego w latach 70. i 80., powstaniec warszawski.

## Życiorys
Był synem  Maksymiliana Goldberga, architekta. Po wyjściu z getta w czerwcu 1941 ukrywał się w domu Bohdana Lacherta, później mieszkał u Gerwazego i Anieli Kotlewskich na warszawskiej Sadybie. Od 1943 był żołnierzem Szarych Szeregów, walczył w Powstaniu warszawskim, w szeregach batalionu „Oaza”. Po II wojnie światowej pracował jako redaktor w wydawnictwach książkowych i redakcjach czasopism, od 1972 w IFiS PAN. W II połowie lat 70. związał się z wydawnictwami II obiegu, tłumaczył z języków czeskiego i słowackiego. Jego pierwszą tłumaczoną książką wydaną poza cenzurą była Zbyt głośna samotność Bohumila Hrabala (wyd. Niezależna Oficyna Wydawnicza, 1978), przetłumaczył także m.in. Mróz ze wschodu Zdenka Mlynářa (1980), Przywrócenie porządku. Przyczynek do typologii realnego socjalizmu Milana Šimečki, Eseje polityczne (1984) i Thriller i inne eseje (1988) Václava Havla (1984), Walc pożegnalny Milana Kundery (1984), Kwestionariusz, czyli modlitwa za pewne miasto i przyjaciela Jiřego Grušy (1987), Przerwy w zabudowie Bohumila Hrabala (1987), był także jednym z tłumaczy Bez nienawiści. Almanach literatury czeskiej 1968-1978 (1983), oraz tłumaczem pierwszego rozdziału Księgi śmiechu i zapomnienia Milana Kundery, wyd. w 1984 (pozostałą część przetłumaczył Andrzej Jagodziński). W latach 70. i 80. tłumaczył także książki wydawane oficjalnie.
Jako tłumacz pozostał aktywny po 1989. Przetłumaczył m.in. Fajny sezon (1999) i Dwa morderstwa w moim dwoistym życiu (2000) Josefa Škvoreckiego, Wesela w domu (2000), Miasteczko, w którym czas się zatrzymał (2004) i Vita nuova. Obrazki (2011) Bohumila Hrabala, Listy z podróży (2011) oraz Rozmowy z T.G. Masarykiem (2014) Karela Čapka.
W 2000 otrzymał Nagrodę „Literatury na Świecie” w kategorii tłumaczeń prozy.
Był członkiem Polskiego PEN Clubu i Stowarzyszenia Pisarzy Polskich.